# Penthouse

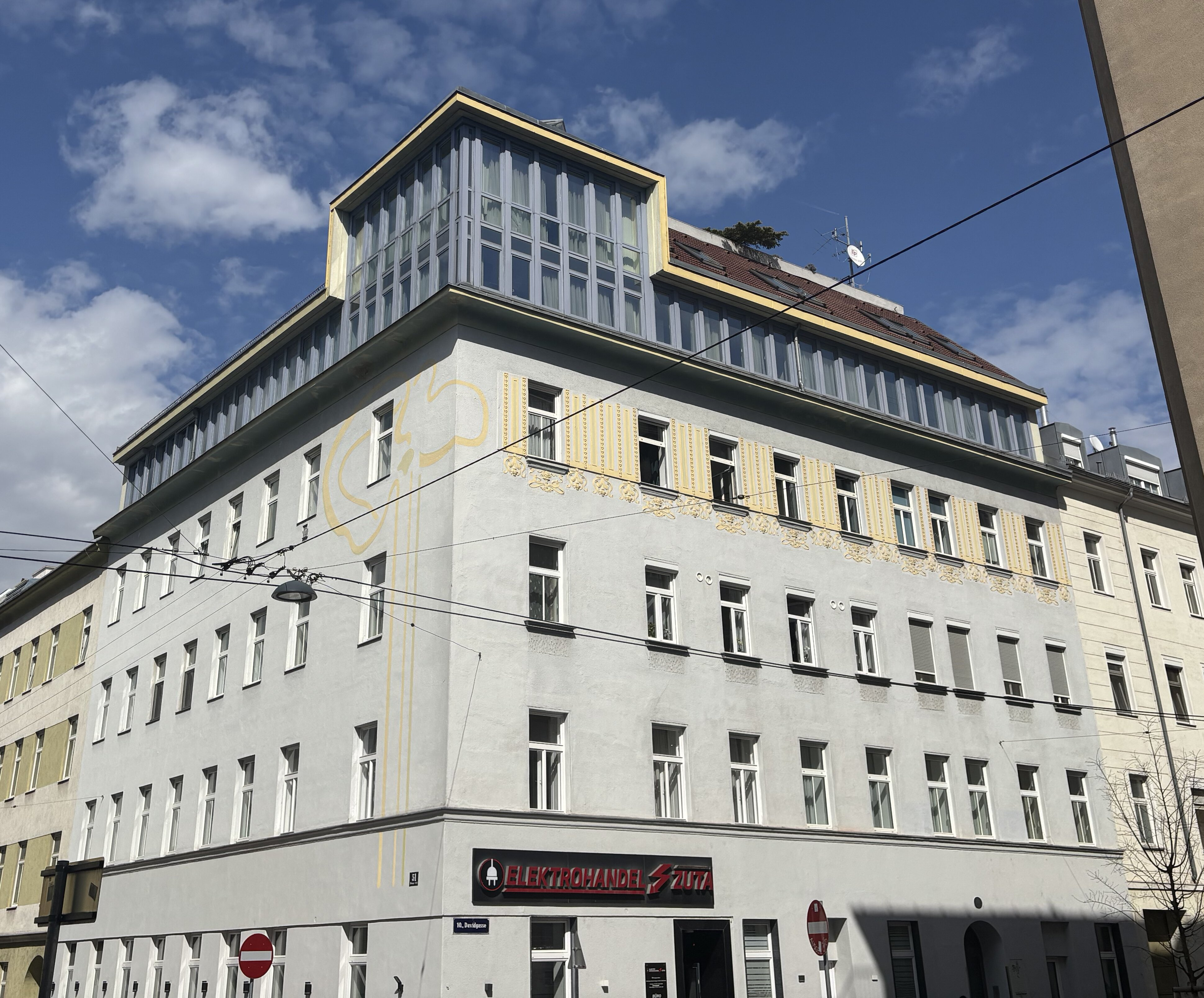
Penthouse in Form eines Dachgeschossausbaus

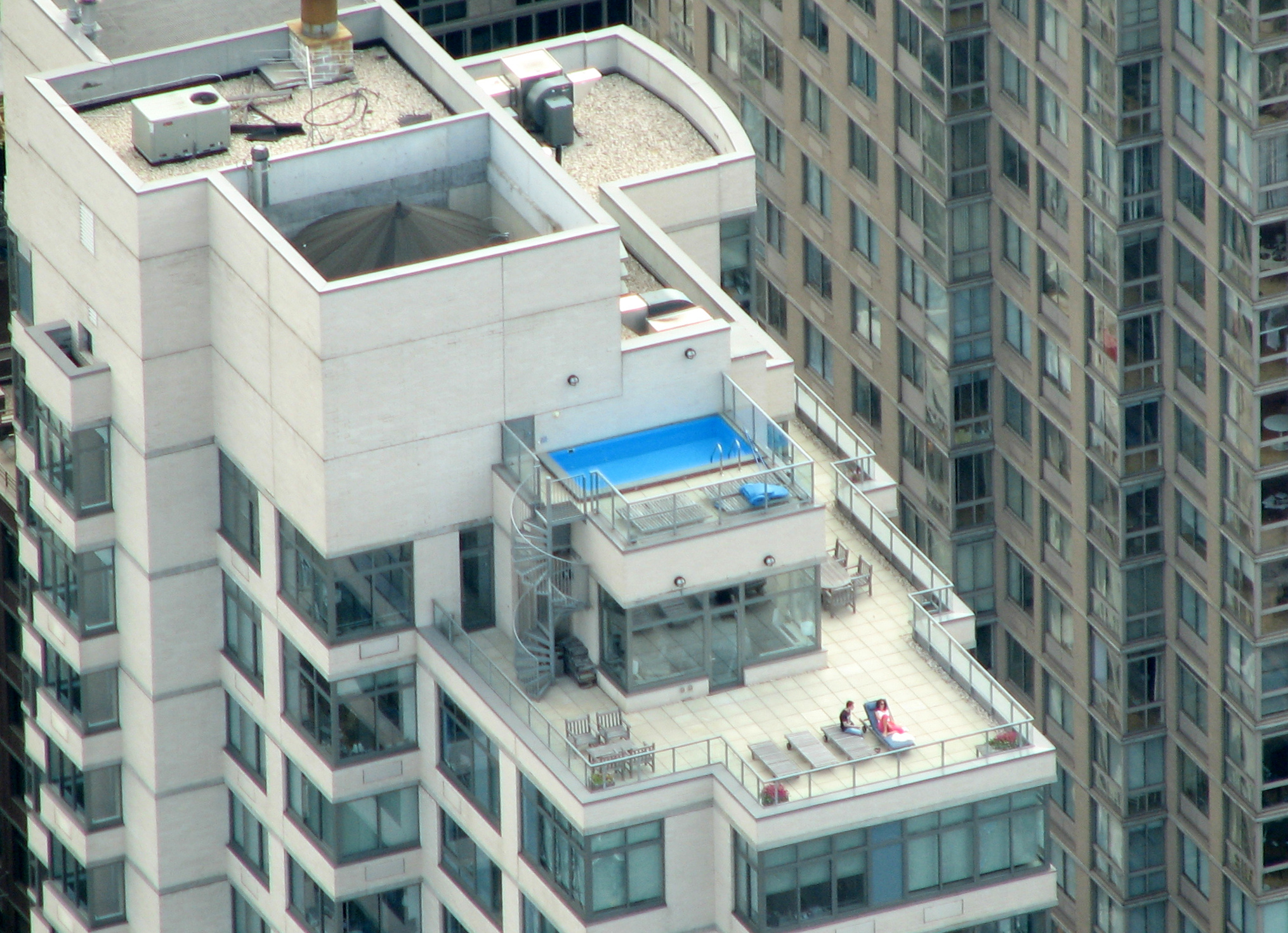
Penthouse mit Schwimmbecken, New York

Als Penthouse (eingedeutscht auch Penthaus, aus dem Amerikanischen, von mittelenglisch pentis „kleiner Anbau“, aus lat. appendix, altfranzösisch apentis „Anhang“) wurde im Englischen ursprünglich ein freistehendes Wohngebäude auf dem Dach eines mehrgeschossigen Hauses bezeichnet. Heute bezeichnet der Begriff Dachwohnungen in den obersten Etagen von Hochhäusern, die sich oft baulich oder optisch vom Rest des Gebäudes unterscheiden und oft eine besonders exklusive Ausstattung aufweisen. Beispielsweise springen sie gegenüber den unteren Etagen zurück, so dass sie von einer Dachterrasse umgeben sind oder haben einen Vorbau für einen die Wohnung umkreisenden Panoramabalkon. In der Schweiz ist auch der Begriff Attikawohnung gebräuchlich.

## Beschreibung

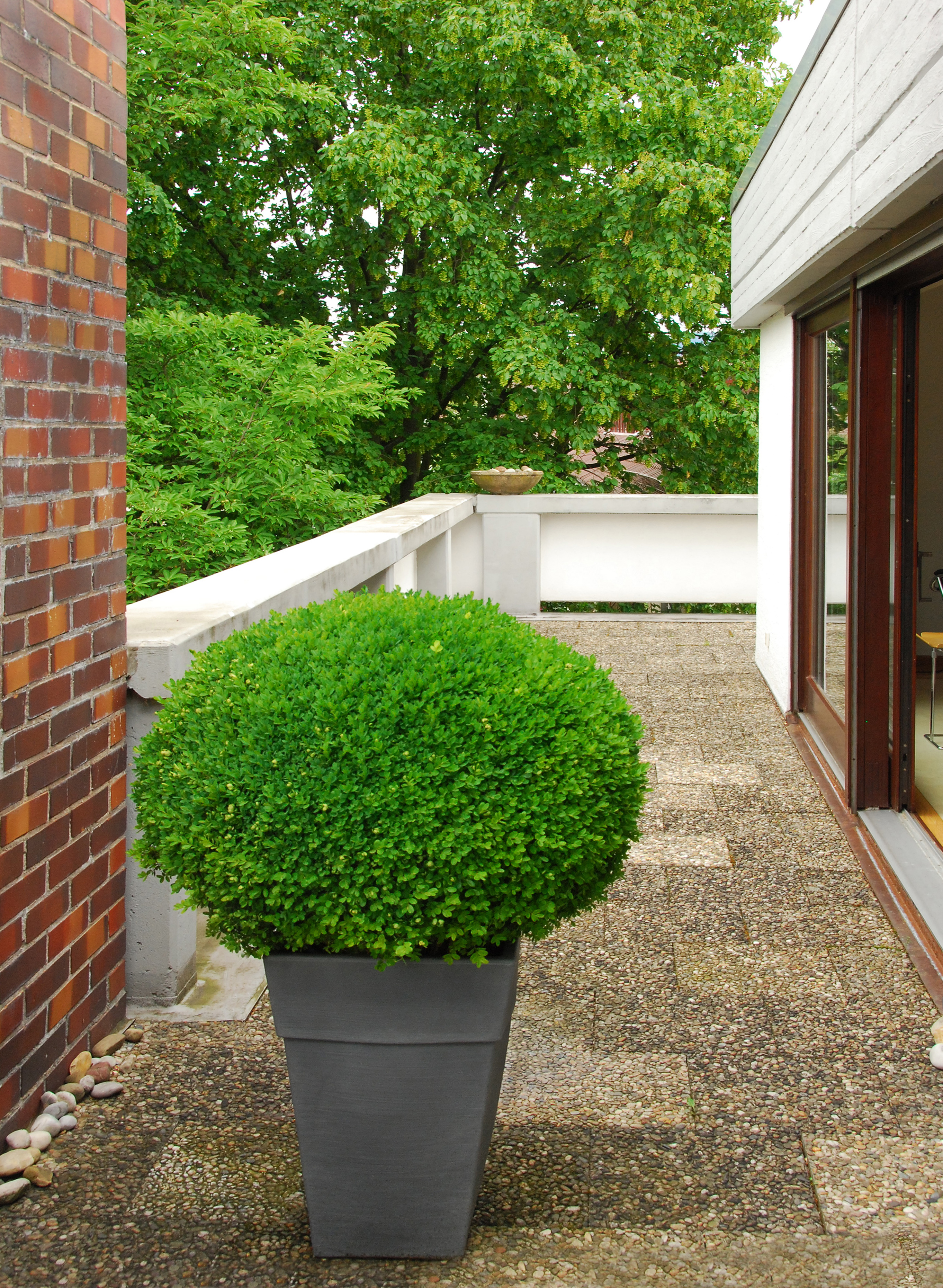
Penthouse-Terrasse in Heidelberg

Penthouse-Wohnungen trennen sich typischerweise baulich und ästhetisch vom Muster des restlichen Gebäudes. In vielen Fällen wurden sie nachträglich auf ein existierendes Gebäude aufgebaut. In einigen Städten im deutschen Sprachraum, wo die Innenstädte strengen Bauvorgaben unterliegen, gibt es vermehrt Dachgeschossausbauten, die sich über ganze Gebäude erstrecken und sich sowohl ästhetisch als auch von der Baukonstruktion vom Rest des Gebäudes abheben. Wenn eine Penthousewohnung in der Art eines Staffelgeschosses an mehreren Seiten aus der Flucht der darunterliegenden Geschosse zurücktritt, entsteht eine umlaufende Terrasse. Mehrere solcher Penthousewohnungen auf einer Ebene können den Eindruck von Reihenhäusern entstehen lassen. Das Penthouse besitzt meistens ein Flachdach.

## Geschichte
Das Penthouse entwickelte sich als eigenständige Bauform der städtischen Architektur ab dem Beginn des 20. Jahrhunderts. Im Zusammenhang damit stand die Verbreitung des elektrischen Fahrstuhls, der bei Hochhäusern nun einen bequemen Zugang zum obersten Geschoss ermöglichte. Während bei Stadthäusern zuvor die im ersten oder zweiten Obergeschoss gelegene Beletage die vornehmsten Wohnungen enthielt und die unter dem Dach gelegenen Mansarden hingegen einfache Dienstbotenwohnungen beherbergten, wurde nun die Einrichtung exklusiver Wohnungen in der obersten Etage attraktiv. Der architektonische Vorläufer ist das Attikageschoss, ein abschließendes Obergeschoss über dem Dachgesims, welches häufig niedriger war und kleinere Fenster besaß, als die Etagen darunter.
Ein Beispiel aus der konstruktivistischen Architektur ist die Wohnung Nikolai Miljutins auf dem ab 1928 erbauten Narkomfin-Kommunehaus der Architekten Moissei Ginsburg und Ignati Milinis.
Das luxuriös ausgestattete Penthouse der 1940er und 1950er Jahre verfügte oft über einen eigenen Fahrstuhl und zeichnete sich durch seine besondere Ausstattung aus. Von der Dachterrasse, die auch mit einem Swimming Pool oder einem Dachgarten ausgestattet sein kann, bietet sich oft eine Panorama-Aussicht über die Stadt. Seit durch das massive Anwachsen des innerstädtischen Autoverkehrs ab Mitte des 20. Jahrhunderts die Luftverschmutzung zunahm, bot das hochgelegene Penthouse-Appartement mit seiner frischeren Luft einen weiteren Vorteil.
Die 1952 von Le Corbusier nach seiner Vorstellung der „Wohneinheit“ (Unité d’Habitation) entworfene Cité Radieuse in Marseille war als vertikales, konzentriertes Stadtviertel konzipiert, mit allen zum Wohnen und zur Freizeitgestaltung benötigten Einrichtungen. Auf der Dachterrasse der Cité Radieuse  waren (und sind mit teilweise veränderter Nutzung heute noch) in Penthaus-artigen Aufbauten die von allen Bewohnern gemeinsam nutzbaren „Wohnfolgeeinrichtungen“ (prolongements de logis) untergebracht, darunter eine Kinderkrippe mit Außenbereich, Schwimmbecken, Turnplatz, Sporthalle, Solarium und Gemeinschaftsräume.
Seit den 2000er Jahren zeichnet sich in einigen Städten im deutschen Sprachraum ein Trend ab, auf ansonsten strengen Bauverordnungen unterliegendem Altbau, Dachgeschossausbauten als Penthouse-Wohnungen zu realisieren. Insbesondere in historischen Stadtzentren die unter strengem Denkmalschutz stehen wie in Wien, wurden wesentliche Teile der weniger regulierten Dachgeschosse ausgebaut - in vielen Fällen in Form von Penthousewohnungen.

## Spezielle Penthouse-Bauten

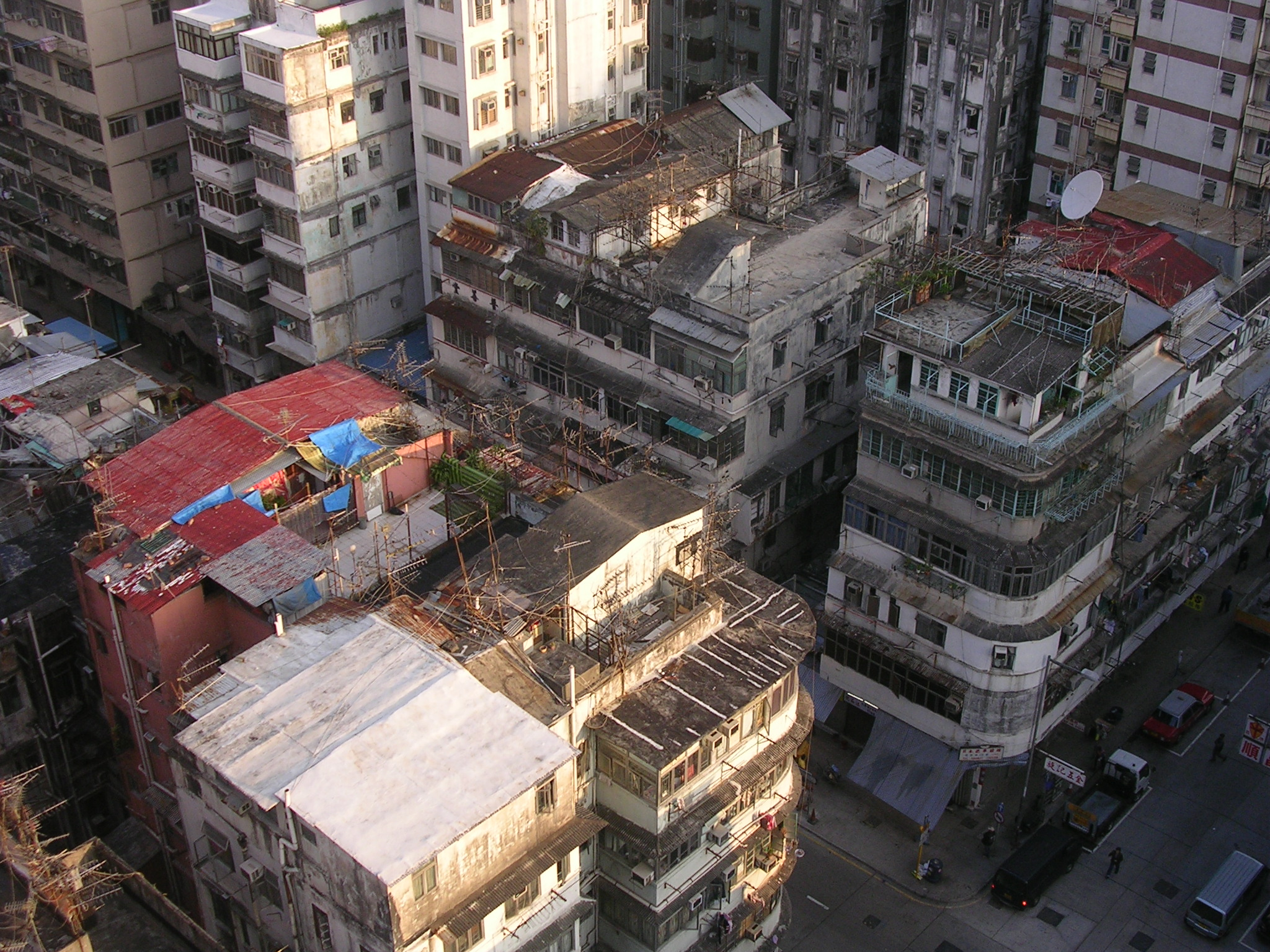
Hütten auf Hausdächern in Hongkong

Besonders aus ostasiatischen Großstädten sind auch irregulär errichtete Häuser und Hütten auf Hochhausdächern bekannt. In Hongkong existieren ganze Hüttensiedlungen auf Hochhäusern, die von den Behörden wegen der herrschenden Wohnungsnot toleriert werden.
In japanischen Großstädten befinden sich oft Shintō-Schreine auf den Dächern großer öffentlicher Gebäude.
Ein antikes Beispiel einer Bebauung, die einem Penthouse ähnelt, ist die äthiopische Klosteranlage auf der Grabeskirche in Jerusalem.
Mit einem Kaufpreis von etwas über 90.000 Euro pro Quadratmeter liegt das 2014 erbaute und bis dahin wohl „teuerste Penthouse-Apartment der Welt“ in Monaco. Es soll mit 3300 Quadratmetern, verteilt auf fünf Etagen und mit Wasserrutsche von der Tanzfläche zum runden Swimmingpool unter freiem Himmel, über 300 Millionen Euro kosten.